# Julianna Young
Julianna Young (Fort Campbell, Kentucky; 19 de septiembre de 1960) fue una playmate estadounidense del mes de noviembre de 1993.

## Apariciones en la revista especial dePlayboy
- Playboy's Playmate Review Vol. 10, mayo de 1994 - páginas 92-99.
- Playboy's Book of Lingerie Vol. 38, julio de 1994.
- Playboy's Bathing Beauties, marzo de 1995.
- Playboy's Winter Girls, febrero de 1996.
- Playboy's Celebrating Centerfolds Vol. 3, octubre de 1999.